# Johnius trachycephalus
Johnius trachycephalus és una espècie de peix de la família dels esciènids i de l'ordre dels perciformes.

## Morfologia
- Els mascles poden assolir 13 cm de longitud total.[4][5]

## Hàbitat
És un peix de clima tropical i bentopelàgic.

## Distribució geogràfica
Es troba a Tailàndia, Sumatra i Borneo.

## Observacions
És inofensiu per als humans.